# Regăsire
Regăsire este un film românesc din 1977 regizat de Ștefan Traian Roman. Rolurile principale au fost interpretate de actorii Violeta Andrei, Florin Piersic, Emil Hossu.

## Distribuție
Distribuția filmului este alcătuită din:
- Florin Piersic — Mircea
- Violeta Andrei — Silvia Buraga
- Mircea Șeptilici — Petrescu
- Colea Răutu — Tatăl Silviei
- Ioana Ciomîrtan — Mama Letiției
- Jana Gorea
- Margareta Pogonat — Melania
- Valeria Seciu — Alina Dragnea
- Carla Niculescu — Irina
- Gilda Marinescu — Letiția Bogdan
- Ion Punea
- Constantin Guriță — Iulian Dragnea
- Mihaela Dumbravă
- Mihai Niculescu
- Emil Hossu — Dinu
- Virginia Rogin

## Primire
Filmul a fost vizionat de 2.036.797 de spectatori în cinematografele din România, după cum atestă o situație a numărului de spectatori înregistrat de filmele românești de la data premierei și până la data de 31 decembrie 2014 alcătuită de Centrul Național al Cinematografiei.